# لوسيندا فريدريكس
لوسيندا فريدريكس (بالإنجليزية: Lucinda Fredericks)‏ هي متسابقة الحدث وفارسة أسترالية، ولدت في 28 سبتمبر 1965 في زومبا في مالاوي.

## وصلات خارجية
- لوسيندا فريدريكس على موقع الاتحاد الدولي للفروسية (الإنجليزية)
- لوسيندا فريدريكس على موقع FEI (رابط بديل) (الإنجليزية)
- لوسيندا فريدريكس على موقع أوليمبيديا (الإنجليزية)
- لوسيندا فريدريكس على موقع اللجنة الأولمبية الأسترالية (الإنجليزية)